# Gustav Budde-Lund
Gustav Henrik Andreas Budde-Lund, född den 11 januari 1846 på Frederiksberg, död den 19 september 1911 i Köpenhamn, var en dansk zoolog. 
År 1868 grundade han Entomologisk Forening tillsammans med Rasmus William Traugott Schlick, Carl August Møller, Andreas Haas och Ivar Frederik Christian Ammitzbøll. År 1897 uppkallade Filippo Silvestri kräftdjurssläktet Buddelundiella efter Budde-Lund.